# Provincia de Est, Kenya
Provincia de Est (în engleză: Eastern Province) este una dintre cele 9 unități administrativ-teritoriale de gradul I ale Kenyei. Reședința sa este localitatea Embu.